# 安州站 (四川省)
安州站位于中华人民共和国四川省绵阳市安州区雎水镇，毗邻德阳市绵竹市拱星镇，是川青铁路上的一座车站，2023年11月28日随川青铁路青镇段开通而投入使用，车站规模为2台5线，车站距安州城区约47公里。

## 车站结构
车站按3000平方米规模设计，最高聚集人数800人；站房整体采用斜屋面造型，屋檐跌落起伏、错落有致，造型轻盈精巧，体现了川西建筑的特点。候车大厅内吊顶取自所在地“雎水踩桥”的传统习俗，采用三角形屋架和坡面造型，并用木雕点缀，体现当地的历史背景。